# Hippopsicon lacteolum
Hippopsicon lacteolum is een keversoort uit de familie boktorren (Cerambycidae). De wetenschappelijke naam van de soort is voor het eerst geldig gepubliceerd in 1858 door Thomson.